# Corey Hawkins (basketballer)
Corey Hawkins (Philadelphia, 10 augustus 1991) is een Amerikaans voormalig basketballer en huidig basketbalcoach.

## Carrière
Hawkins speelde collegebasketbal voor de Arizona State Sun Devils en UC Davis Aggies tussen 2010 en 2015. In 2015 werd hij niet gekozen in de NBA draft, hij ging spelen voor de Philadelphia 76ers in de NBA Summer League maar speelde geen wedstrijd. Daarna ging hij spelen voor de Sacramento Kings ook in de Summer League, hij stond aan de kant met een blessure. Op 21 augustus 2015 tekende hij een contract bij de Miami Heat, hij speelde in twee voorbereidingswedstrijden. Op negentien oktober werd zijn contract ontbonden.
Hij ging daarop spelen voor de Sioux Falls Skyforce in de NBA Development League. Op 31 december werd hij geruild naar de Idaho Stampede in ruil voor spelersrechten van Shane Gibson. Hij speelde in de NBA Summer League van 2016 voor de Golden State Warriors. Daarna tekende hij een contract bij het Italiaanse Pistoia Basket. In november 2016 tekende hij een contract bij de Antwerp Giants als vervanger van Micah Mason en Alan Voskuil. In november 2017 tekende hij een contract bij het Letse BK VEF Riga.
In 2018 na zijn spelerscarrière ging hij aan de slag bij Greensboro Swarm als intern. In 2019 werd hij assistent-coach van de Salt Lake City Stars tot in 2022. In augustus 2022 ging hij aan de slag bij de Orlando Magic als videocoördinator.

## Privéleven
Zijn vader Hersey Hawkins was ook een basketballer en speelde in de NBA.